# Klapa Rišpet
Klapa Rišpet je klapa osnovana u rujnu 2011. godine, a osnovao ju je splitski skladatelj Pero Kozomara.
Dosad su snimili tri albuma pod nazivima Kad je pošla ća, Reći ćeš mi fala i Šta mi ljube oćeš kazat. Dobitnici su brojnih nagrada, a neke od njih uključuju Grand prix Splitskog festivala 2013. godine s pjesmom "Ćaća" te 4 nagrade Cesarica u kategoriji Hit godine klapske glazbe za pjesme "Reći ćeš mi fala" 2017. godine, "Šta mi ljube oćeš kazat" 2018. godine, "Kada ljubav dvije duše spoji" 2019. godine i "Maka, maka" 2020. godine. Surađivali su s Mišom Kovačem, Jelenom Rozgom, Doris Dragović, Joškom Čagaljem Jolom, Franom Perišinom i Duškom Ćurlićem.

## Članovi
Članovi klape su:
- Pero Kozomara (skladatelj i producent)
- Ivo Amulić (solist)
- Frane Jukić (prvi tenor)
- Jure Šaban-Stanić (drugi tenor i umjetnički voditelj klape)
- Gordan Bezer (bariton)
- Jure Bralić (bas)
- Igor Visković (bas)
- Marin Tramontana (gitara)
- Leo Škaro (klavijature)

## Ostalo
- "Lijepom našom" kao izvođači (epizoda: "Makarska") (2018.)